# (200152) 1998 QF64
(200152) 1998 QF64 es un asteroide perteneciente al cinturón de asteroides, descubierto el 24 de agosto de 1998 por el equipo del Lincoln Near-Earth Asteroid Research desde el Laboratorio Lincoln, Socorro, Nuevo México.

## Designación y nombre
Designado provisionalmente como 1998 QF64.

## Características orbitales
1998 QF64 está situado a una distancia media del Sol de 2,793 ua, pudiendo alejarse hasta 3,552 ua y acercarse hasta 2,034 ua. Su excentricidad es 0,271 y la inclinación orbital 10,29 grados. Emplea 1705,22 días en completar una órbita alrededor del Sol.

## Características físicas
La magnitud absoluta de 1998 QF64 es 15,1.